# Eucaliptus
Eucaliptus är en ort i Bolivia.   Den ligger i departementet Oruro, i den centrala delen av landet, 290 km nordväst om huvudstaden Sucre. Eucaliptus ligger 3 734 meter över havet och antalet invånare är 2 373.
Terrängen runt Eucaliptus är platt åt sydväst, men åt nordost är den kuperad. Runt Eucaliptus är det ganska glesbefolkat, med 40 invånare per kvadratkilometer.. Det finns inga andra samhällen i närheten. 
Omgivningarna runt Eucaliptus är i huvudsak ett öppet busklandskap.